# This Is Not a Movie
This Is Not a Movie es la ópera prima de ficción del director mexicano Olallo Rubio, estrenada en 2011; fue rodada en inglés y está protagonizada por Edward Furlong, Peter Coyote, Edi Gathegi y musicalizada por el guitarrista de Guns N Roses Slash.

## Sinopsis
Ante el inminente fin del mundo, Pete Nelson (Edward Furlong) se encierra en un hotel de Las Vegas; ahí intenta comprender su confusa realidad influenciada por el cine, la televisión, la cultura pop, la desinformación, las drogas y la propaganda. En su búsqueda apocalíptica, surrealista y psicodélica nada es lo que parece.

## Recepción
Luis Tovar del diario mexicano La Jornada escribió que la película "es una magnífica estafa que le permite al cineasta, entre otras cosas, navegar convincentemente entre la fantasía y la realidad". Howard Feinstein de Screen Daily escribió que todos los temas son "los equivocados para una película" y "no van a ningún lado" .  Harry H. Long de Lebanon Daily News dijo que los temas son confusos y dispersos, pero la película está "realizada con maestría" e incluye una "poderosa actuación" de Furlong.  Jamie S. Rich de DVD Talk la calificó con 0.5/5 estrellas y escribió que aunque "la película no está mal realizada, el guion es inmaduro y superficial".